# HMS Nordanö (A213)
HMS Nordanö (A213) är ett före detta Dyk- och minfartyg inom svenska marinen men har utgått ur Försvarsmakten och drivs av Veteranflottiljens Sjöekipage som är en av fler förening under Veteranflottiljen. I samband med ägarbytet byttes fartygsnamnet ut till Nordanö. Fartyget ligger i dag vid Gålöbasen, Haninge garnison. 

## Historik
Tidigare tjänstgjorde HMS Nordanö vid MKN, Härnösands kustartilleriregemente (KA 5) i Härnösand som underhållsfartyg, minfartyg till de fasta mineringarna längs norrlands kusten.HMS Nordanö deltog också som Dyk- och minfartyg vid bärgning av en havererad SH 37 Viggen utanför Luleå samt Ulvön under sin tjänst på KA 5. Efter avveckling 2001 tillfördes HMS Nordanö, Ekipagekompaniet på Musköbasen men överfördes efter 7 års tjänst i SRK. Sedan juli 2012 ligger Nordanö under Veteranflottiljens i Sjöekipage Gålö, då nya frivilligförsvarets har omorganiserats. Nordanö som fartyget heter idag, kan bland annat bära en sex tons akutcontainer med avbrottsfri kraftförsörjning. Fartyget är ett Beredskap & Räddningsfartyg och samverkar med kustkommuner vid särskilda händelser, i en RRG grupp samt POSOM. Nordanö har brandskyddsutrustning för brandbekämpning med grovslang 1000 meter från fartyget in över land. Ombord finns radioutrustning förutom marin VHF också på civila system 70 samt RAKEL. Ett eget radionät kan också driftsättas med relästation och avbrottsfri kraft. Fartyget Nordanö har Ekipagetjänst samt Medical Ship som tjänst idag för att bibehålla förmågan bland före detta värnpliktiga i föreningen Veteranflottiljens Sjöekipage. Nordanö är även utbildningsplattform för Svenska Röda Korsets avvecklade sjukvårdspersonal i skärgårdsmiljö.